# Каховка (Одесская область)
Каховка (укр. Каховка) — село, относится к Николаевскому району Одесской области Украины.
Население по переписи 2001 года составляло 84 человека. Почтовый индекс — 67020. Телефонный код — 8-04857. Занимает площадь 0,54 км². Код КОАТУУ — 5123582203.

## Местный совет
67020, Одесская обл., Николаевский р-н, с. Левадовка, ул. Ленина, 95б